# Saint-Mard-de-Réno
Saint-Mard-de-Réno is een gemeente in het Franse departement Orne (regio Normandië) en telt 440 inwoners (1999). De plaats maakt deel uit van het arrondissement Mortagne-au-Perche.

## Geografie
De oppervlakte van Saint-Mard-de-Réno bedraagt 18,7 km², de bevolkingsdichtheid is 23,5 inwoners per km².
De onderstaande kaart toont de ligging van Saint-Mard-de-Réno met de belangrijkste infrastructuur en aangrenzende gemeenten.

## Demografie
Onderstaande figuur toont het verloop van het inwonertal (bron: INSEE-tellingen).